# 张小斐
张小斐（1986年1月10日—），辽宁鞍山人，中国大陆女演员。

## 经历
张小斐出生于辽宁省鞍山市，1997年在中央民族大学舞蹈系学习舞蹈，2001年进入中国武警文工团，四年后考进北京电影学院表演系，与杨幂、袁姗姗、焦俊艳、经超等人为同班同学。2009年张小斐以专业第一名成绩毕业后，进入中国广播艺术团，并拜冯巩为师，并结识了同为冯巩徒弟的贾玲。在贾玲的帮助下，张小斐逐渐转型成为一名喜剧演员。2016年，贾玲成立大碗娱乐公司，张小斐成为大碗娱乐签约的第一位艺人。
2024年3月3日，张小斐主演电影总票房突破100亿元人民币，成为中国影史首位主演电影票房突破100亿的85后女演员。

## 作品

### 电视剧
| 年份 | 剧名             | 角色   | 备注 |
| ---- | ---------------- | ------ | ---- |
| 2006 | 《烽火岁月》     | 林小童 |      |
| 2009 | 《仰角》         | 柳潋   |      |
| 2009 | 《勋章》         | 四妹子 |      |
| 2010 | 《敢死队》       | 舒雅洁 |      |
| 2011 | 《天行健》       | 宋惠敏 |      |
| 2012 | 《独刺》         | 梅梅   |      |
| 2012 | 《刘伯承元帅》   | 査晓英 |      |
| 2013 | 《烈焰》         | 刘雅丽 |      |
| 2014 | 《第三种爱情》   | 孙晓莲 | 客串 |
| 2014 | 《马向阳下乡记》 | 齐槐   |      |
| 2016 | 《若是如此》     |        |      |
| 2017 | 《不装》第三季   |        |      |
| 2020 | 《欢喜猎人》     | 珍宝   |      |
| 2023 | 《好事成双》     | 林双   |      |
| 2024 | 《好运家》       | 郝有嘉 |      |
| 待播 | 《检察官与少年》 |        |      |

### 电影
| 年份   | 片名                 | 角色            | 备注 |
| ------ | -------------------- | --------------- | ---- |
| 2009   | 《村学的冬天》       | 慧慧            |      |
| 2010   | 《大饼的莎士比亚》   | 张然            |      |
| 2011   | 《飞天》             | 周晓苏          |      |
| 2016   | 《霹雳再现》         | 米粒            |      |
| 2018   | 《幸福马上来》       | 露露            |      |
| 2019   | 《悠然见南山》       | 村花            |      |
| 2020   | 《电磁王之霹雳父子》 | 米粒            |      |
| 2021   | 《你好，李焕英》     | 李焕英          |      |
| 2021   | 《我和我的父辈》     | 学生妈妈        |      |
| 2023   | 《交换人生》         | 金好            |      |
| 2023   | 《拯救嫌疑人》       | 陈智琪（Vicky） |      |
| 2024   | 《热辣滚烫》         | 乐丹            |      |
| 2025   | 《恶意》             | 叶攀            |      |
| 2026   | 《转念花开》         |                 |      |
| 待上映 | 《E计划》            |                 |      |

### 奖项
| 時間       | 頒獎典禮             | 獎項               | 作品（角色）               | 結果 |
| 2021年5月  | 第30届华鼎奖         | 中国电影最佳女主角 | 《你好，李焕英》（李焕英） | 提名 |
| 2021年12月 | 第13届澳门国际电影节 | 最佳女主角         | 《你好，李焕英》（李焕英） | 提名 |
| 2021年12月 | 第34届中国电影金鸡奖 | 最佳女主角         | 《你好，李焕英》（李焕英） | 獲獎 |
| 2022年7月  | 第36届大众电影百花奖 | 最佳女主角         | 《你好，李焕英》（李焕英） | 提名 |

### 綜藝節目
- 2014年《一起来笑吧》喜剧演员
- 2015年《喜剧班的春天》第一季 班花
- 2015年《欢乐喜剧人》第一季 喜剧演员
- 2016年《欢乐喜剧人》第二季 喜剧演员
- 2016年《喜剧总动员》第一季
- 2016年《今夜百乐门》第一季
- 2017年《欢乐喜剧人》第三季
- 2017年《鲜厨当道》
- 2017年《开心俱乐部》第一季
- 2018年《我就是演员》
- 2017年《开心俱乐部》第二季
- 2020年《王牌对王牌》第六季

### 春晚小品
- 2012年北京电视台春节联欢晚会 小品《女人N次方》
- 2013年北京电视台春节联欢晚会 小品《男人N次方》
- 2015年中国中央电视台春节联欢晚会 小品《小棉袄》
- 2018年中国中央电视台春节联欢晚会 小品《真假老师》
- 2019年中央广播电视总台春节联欢晚会 小品《啼笑皆非》
- 2020年中央广播电视总台春节联欢晚会 小品《婆婆妈妈》
- 2021年中央广播电视总台春节联欢晚会 小品《一波三折》
- 2022年中央广播电视总台春节联欢晚会 小品《喜上加喜》